# Disque d'or
Disque d'or è un singolo del gruppo rap Sexion d'Assaut, tratto dall'album L'Apogée.